# Isabela Bavorská (1371–1435)
 Isabela Bavorská  (německy Elisabeth von Bayern, francouzsky Isabeau de Bavière, 1371? Mnichov – 29. září 1435 Paříž) byla francouzská královna jako manželka Karla VI. z rodu Valois. Na rozdíl od svého manžela, kterého francouzský lid i přes jeho psychickou chorobu miloval, byla po celý svůj život pro své poddané nenáviděnou cizinkou. Měla zásadní podíl na uzavření smlouvy z Troyes, která byla pro Francii zvláště potupnou.

## Život

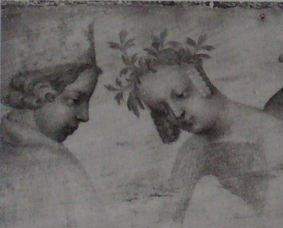
Karel VI. a Isabela Bavorská

### Rodina
Isabela byla jedinou dcerou bavorského vévody Štěpána III. a Taddey, dcery milánského vévody Bernaba Viscontiho. Její strýc Fridrich Bavorský vstoupil v roce 1383 do služeb francouzského krále Karla VI., na jehož straně bojoval ve stoleté válce. Díky svému přístupu k francouzskému dvoru se mu podařilo vyjednat sňatek mezi francouzským králem a Isabelou. Tu také doprovázel na cestě do Amiensu, kde se 17. července 1385 konal svatební obřad. Isabele bylo tehdy teprve čtrnáct let. Z jejího manželství s Karlem se nakonec narodilo 12 dětí.

### Příjezd do Paříže
Když se roku 1389 v Paříži konala její korunovace, neuměla příliš dobře francouzsky a protože nebyla příliš pohledná, vysloužila si u lidu nelichotivou přezdívku „prasnice“. Korunovace se účastnila i manželka králova bratra Ludvíka Orleánského Valentina Visconti, která byla naopak velmi krásná. Isabela si dobře povšimla, kam směřují sympatie lidu, a proto s Valentinou už nikdy dobře nevycházela. U francouzských poddaných se královna postupem času stala velmi neoblíbená.Karel si chtěl při korunovaci ověřit, jak lid smýšlí o jeho ženě, a proto se v prostém oděvu vmísil do davu a naslouchal. Když slyšel o své ženě pomluvy, začal se s lidmi přít, a protože mu nikdo neuvěřil, že je opravdu král, dostal se do potyčky a utržil několik zranění. Když král dosáhl zletilosti, své strýce propustil ze svých služeb a nastolil svou vlastní vládu.

### Královo šílenství

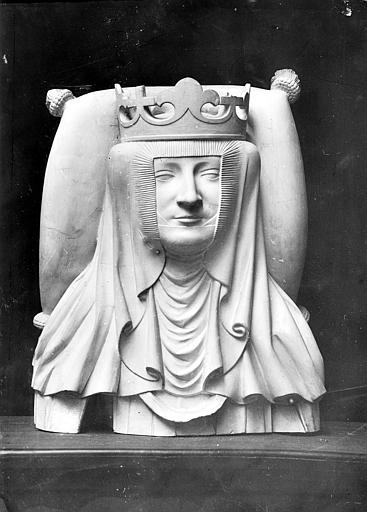
Detail Isabelina náhrobku (Saint-Denis)

Matkou Karla VI. byla Johana Bourbonská. Tato krásná, senzitivní a často nemocná žena přenesla na svého syna dědičné zatížení duševní chorobou. To se poprvé projevilo 5. srpna 1392 v lesích u Le Mans  při tažení do Bretaně. Podle záznamu kronikářů měl náhle pocit, že je obklopen nepřáteli, vytasil meč, pobil čtyři muže svého doprovodu a pokusil se zabít mladšího bratra Ludvíka Orleánského. Byl včas zadržen, nicméně s bratrem už pak nikdy nevycházeli. Po dočasné úzdravě se nemoc králi vrátila v červnu 1393 a tehdy chorý panovník pochyboval o své vlastní totožnosti a nepoznával ani svou ženu, které se snažil vyhýbat.
| „                       | ... král ji odstrkoval a říkal svým lidem: ‚Kdo je vůbec tahle žena, která se pořád kolem mne točí? Zeptejte se jí, co potřebuje, a zbavte mne nějak jejího pronásledování a obtěžování. Ať už za mnou nechodí!‘ | “ |
| — Kroniky svatodivišské | |   |

Naopak vyhledával přítomnost švagrové Valentiny,která byla současníky obviňována z magie a chodil ji pravidelně navštěvovat, což samozřejmě podnítilo královninu zášť.
Období vzplanutí nemoci se střídala s obdobím uzdravení, kdy si chorý panovník uvědomoval svůj stav, byl přesvědčen o svém očarování a propadal se do depresí. V této době byl schopen vládnout a také plodit s Isabelou děti. V období psychotických atak ničil vše okolo sebe a nebyl schopen vlády. V době, kdy trvaly jeho záchvaty, byl internován v sídle Saint-Pol v Paříži.
Pro Isabelu, která byla králem milovaná a obdivovaná, nebyla tato situace jednoduchá a pokoušela se o zlepšení manželova duševního stavu všemi prostředky. Trávila celé dny na modlitbách, konala kajícné pouti a rozdávala almužny. Dceru Marii zasvětila církvi.Po dohodě se švagrem Ludvíkem přivedla svému blouznícímu choti konkubínu Odettu ze Champdivers, která se po roce 1405 stala Karlovou stálou společnicí.
Dle dobových záznamů byla Isabela velmi smyslná a vášnivá žena, s mimořádně vyvinutým estetickým cítěním a vkusem. Nebyla však příliš pohledná a zcela postrádala mateřské city a děti ponechávala ve špatných poměrech vyrůstat v Saint-Pol, kde se setkávaly s projevy otcova šílenství. Pro Isabelu se staly děti zajímavé až tehdy, kdy je bylo možné použít v politice. Karel VI. vládl v době stoleté války. Když podléhal záchvatům, vládla místo něj Isabela spolu se švagrem Ludvíkem, královým bratrem. Spekulovalo se i o jejich mileneckém vztahu. Politika vedená mocichtivým královým bratrem a sobeckou královnou milující přepych vyvolávala odpor zejména u burgundského vévody Jana, zvaného Neohrožený. Králův strýc, vévoda Jan z Berry, který patřil mezi hlavní francouzské politiky, se snažil spor mezi Ludvíkem a Janem urovnat, avšak v této aktivitě selhal, když byl roku 1407 Ludvík Orleánský zavražděn Janovými zabijáky. Jan prohlašoval, že vraždu objednal v zájmu Francie. Byl poté nucen odejít do exilu, a to až do doby, než jej Karel omilostnil. Vraždou vévody orleánského započal dlouhotrvající spor mezi Armagnaky (strana Orléansů) a Burgundy.

### Konec stoleté války

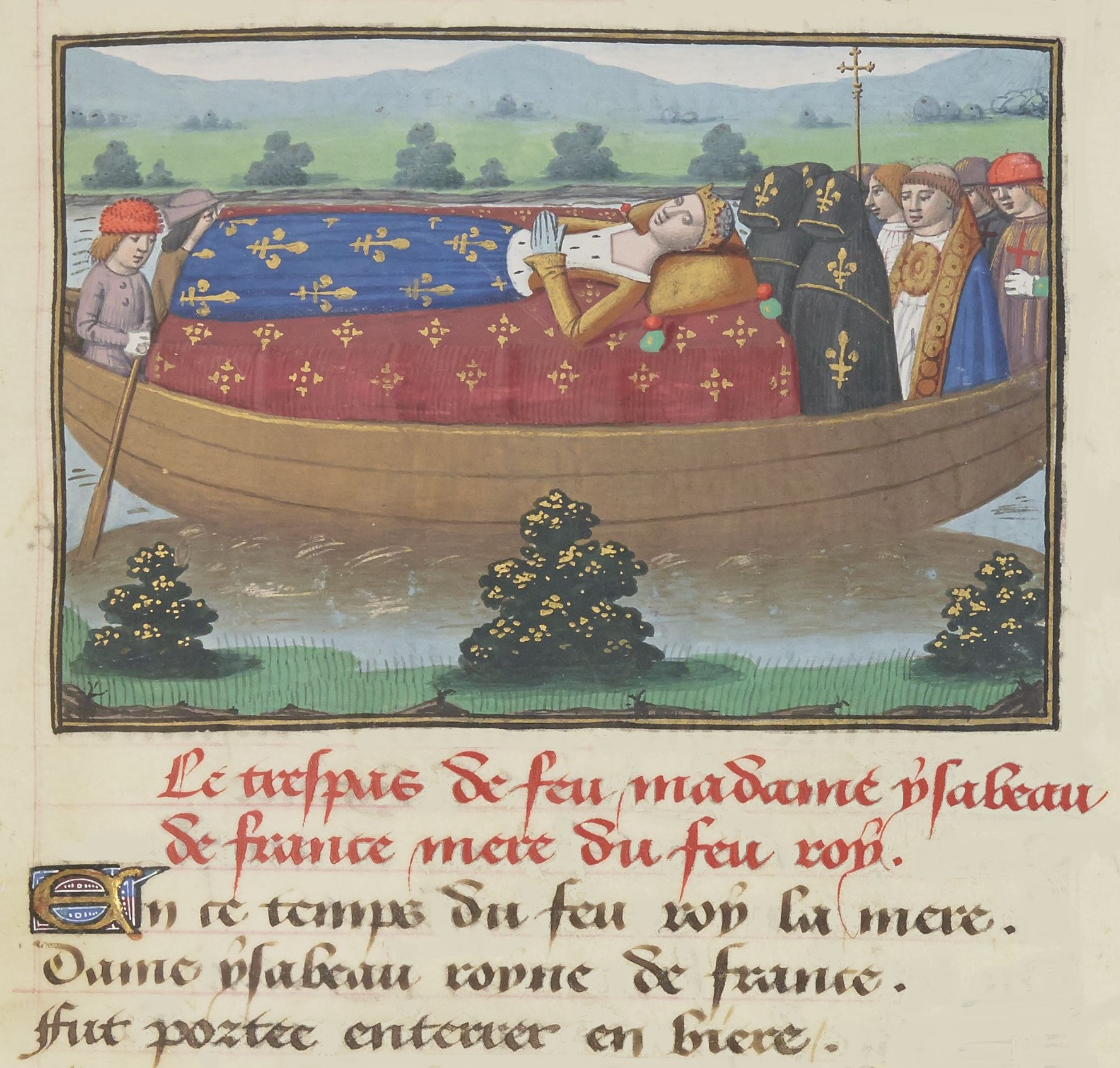
Isabelin pohřební průvod do Saint-Denis

Vnitřního oslabení země v důsledku přerušované vlády krále a šlechtických sporů využil anglický král Jindřich V. a zaútočil na Francii. Angličané po vítězství v bitvě u Azincourtu porazili početnější francouzské vojsko. Jindřich V. uzavřel spojenectví s Burgundy, nejdříve s Janem I. Neohroženým a po jeho zavraždění s jeho synem, Filipem III. Dobrým. Za jejich podpory, z vůle Karla VI. a především v důsledku Isabelina působení, došlo 21. května 1420k uzavření, pro Francii potupné, smlouvy z Troyes. Ta zejména stanovila, že po smrti Karla VI. zdědí francouzský trůn Jindřich V. Plantagenet a jeho potomci – dauphin Karel bude navždy vyloučen z nástupnictví. Jedním z důsledků smlouvy bylo uzavření sňatku mezi Jindřichem V. a Kateřinou, dcerou Karla VI. a Isabely.
Isabela patřila ve Francii k nenáviděným královnám. Na rozdíl od krále, který kvůli své duševní chorobě vzbuzoval u poddaných lítost a byl proto velmi oblíbený, královna byla považována za nevěrnou manželku, vládkyni kolaborující s uchvatiteli a za matku nehájící zájmy svých dětí. Na její obranu lze konstatovat, že jako další královny jí podobné čelila dvojím předsudkům – byla žena a cizinka. K jejím zásluhám patří mj. podpora řemeslníků a umělců, jako např. autorky Kristýny Pisánské.
Zemřela osamělá v paláci Saint-Pol roku 1435, nedlouho po usmíření mezi Burgundy a Armagnaky, což ve spojení s vítězstvími Johanky z Arku zapříčinilo, že anglický král Jindřich VI. ztratil francouzskou korunu. Tělo zesnulé bylo pochováno v Saint-Denis a Isabelin život se stal inspirací pro nepublikovaný román Tajná historie Isabely bavorské, královny francouzské kontroverzního Markýze de Sade.